# Hypena crassipalpis
Hypena crassipalpis är en fjärilsart som beskrevs av Butler 1889. Hypena crassipalpis ingår i släktet Hypena och familjen nattflyn. Inga underarter finns listade i Catalogue of Life.